# Amblin’
Amblin’ (von en. to amble = schlendern, spazieren gehen) ist ein Kurzfilm des US-amerikanischen Regisseurs Steven Spielberg aus dem Jahr 1968. Spielberg schrieb auch das Drehbuch zu Amblin und war der erste von Spielberg auf dem damals in der Filmindustrie üblichen 35-mm-Filmformat produzierte Film.
Der mehrfach preisgekrönte, dialogfreie Kurzfilm über zwei trampende Jugendliche in der Hippiezeit wurde für Spielberg das Sprungbrett zu den Universal Studios und seiner damit verbundenen Filmkarriere in Hollywood. Der Filmtitel stand Pate für Spielbergs 1969 gegründete Produktionsfirma Amblin Production Company, aus der die Filmunternehmen Amblin Entertainment und Amblin Partners hervorgingen.

## Handlung
Zwei Tramper, ein junger Mann, der einen Gitarrenkasten bei sich trägt, und ein junges Hippiegirl, treffen sich in der südkalifornischen Wüste und setzen ihre Reise an die Westküste der USA gemeinsam fort. Während sie die scheinbar endlose Wüstenstraße weiter entlanglaufen, kommen sich die beiden namenlosen Protagonisten näher, albern miteinander herum, kiffen und haben schließlich Sex im Schlafsack. Endlich erreicht das Paar den Strand. Als der Junge sich im Wasser austobt, wird das Mädchen neugierig und öffnet den Gitarrenkoffer, um dessen Inhalt ihr neuer Freund die ganze Reise über so ein Geheimnis gemacht hat. Sie findet darin einen Anzug mit Krawatte und passenden Schuhen, Waschzeug, Deospray, weiße Socken, Toilettenpapier und das Buch The City and the Stars (dt. „Die sieben Sonnen“) des Science-Fiction-Schriftstellers Arthur C. Clarke. Das Mädchen lächelt enttäuscht, ist ihr neuer Freund doch wohl eher ein spießiger „Geek“ als ein Aussteiger. Sie nimmt ihre Sachen und verlässt den Strand.

## Produktion
Ab dem 6. Juli 1968 drehte Spielberg mit einem Gesamtbudget von 20.000 US-Dollar (2025: ca. 180.000 US-Dollar) an zehn Drehtagen den von ihm geschriebenen 35-mm-Technicolor-Kurzfilm Amblin’. Finanziert wurde der Film vom 31-jährigen Produzenten-Neuling Denis Hoffman, der Spielberg über Julie Raymond von den Universal Studios vermittelt wurde. Als Kameramann fungierte erneut Allen Daviau, mit dem Spielberg bereits bei dem kurz zuvor abgebrochenen Kurzfilmprojekt Slipstream zusammengearbeitet hatte. Steven Spielberg fand seinen Hauptdarsteller Richard Levin in einer Bücherei in Beverly Hills. Für die Rolle des rothaarigen Mädchens engagierte er Pamela McMyler aus einer Liste von Schauspielern. McMyler hatte zuvor eine kleine Rolle in dem Film Der Frauenmörder von Boston (The Boston Strangler). Viele der unbezahlten Crewmitglieder verließen die Dreharbeiten noch vor Beendigung des Films, da die Sommerhitze mit 40 Grad Celsius auf und neben den Highways in Pearblossom nördlich von Los Angeles den Filmschaffenden zu stark zusetzte. Spielbergs Schwester Anne Spielberg, die u. a. das Drehbuch für den Film Big (mit Tom Hanks) schrieb, wirkte auch an diesem Erstlingswerk mit. Die Schlussszene wurde am Strandhaus von Jack Palance in Malibu gedreht.
Die 26-minütige dialogfreie Liebesgeschichte wurde mit der von Michael Lloyd komponierten Filmmusik untermalt. Der Titelsong wurde von der Countrysängerin Carole Camacho eingesungen. Amblin konnte nach seiner Premiere am 18. Dezember 1968 im Loews Crest Theater in Westwood mehrere Filmpreise gewinnen und wurde für Spielberg die Eintrittskarte nach Hollywood. Nach dem Erfolg des Films wurde der Kurzfilm Sidney Sheinberg, dem Vizepräsidenten der Universal Studios gezeigt. Sheinberg war so begeistert von dem Film, dass der damals erst 22-jährige Spielberg einen Sieben-Jahres-Vertrag in der Fernsehabteilung der Universal Studios erhielt.

## Auszeichnungen
- 1968: Atlanta Film Festival – Best Short Film für Steven Spielberg
- 1969: CINE Competition – CINE Golden Eagle – Short Films für Steven Spielberg
- 1972: WorldFest Houston – Gold Remi Award – Short Subject – Live Action für Steven Spielberg